# 阿爾馬 (阿拉巴馬州)
阿爾馬是一個位於美國阿拉巴馬州克拉克縣的非建制地區。該地的面積和人口皆未知。阿爾瑪得名自當地一位教師阿爾瑪·弗林（Alma Flinn）。

## 地理
阿爾馬的座標為31°27′50″N 87°45′11″W / 31.464°N 87.753°W，而該地最高點為海拔高度79米（即259英尺）。